# Michelle Branch
Michelle Jacquet DeSevren Branch (Phoenix, Arizona, 2 de julio de 1983), conocida simplemente como Michelle Branch, es una cantante, compositora y música estadounidense. Debutó en 2000 con Broken Bracelet. Su música tiene influencias de artistas como The Beatles, Led Zeppelin, Queen, Aerosmith, Cat Stevens o Joni Mitchell.

## Biografía
Empezó a escribir de adolescente. A los 14 años le regalaron su primera guitarra, poco tiempo después se apuntó a clases de canto en la Red Rock High School de Sedona (Arizona), y tocó en clubs durante años antes de su debut.
En 2000 Michelle saca su primer trabajo discográfico titulado Broken Bracelet que le sirvió como carta de presentación para luego firmar un contrato con la compañía de discos de Madonna, Maverick Records y sacar su segundo álbum The Spirit Room, en agosto de 2001.
En 2002 colabora con la canción Without You para el grupo Justincase y seguido con Carlos Santana graba la canción "The Game Of Love" para su álbum Shaman, ganando el Grammy como mejor colaboración femenina. Ese mismo año se presenta junto a Santana en la primera edición de los Premios MTV Latinoamérica interpretando "The Game of Love" y ganó un premio en los MTV Video Music Awards de ese mismo año.
Para 2003, fue lanzado “Hotel Paper, Los sencillos de su tercer material discográfico fueron "Are You Happy Now?", "Breathe" y 'Til I Get Over You. Pero estos no son los únicos temas sobresalientes de su tercer trabajo, "Empty Handed" es el tema con mayor carga emocional y psicodélica. A ello ha contribuido el arreglo de cuerda a lo "Sergeant Peppers" oficiado en los estudios Henson, propiedad de David Campbell. Ese mismo año vuelve a ser nominada a los Grammy en las categorías de “Best New Artist” (Mejor Artista Nueva), y “Best Pop Collaboration With Vocals” (Mejor Colaboración Pop).
El 23 de mayo de 2003 se casó a sus casi 20 años con el bajista Teddy Landau en México. Ese mismo año Branch colabora con Will Hoge para el álbum "Blackbird On A Lonely Wire" con la canción "Baby Girl". También participó en el álbum "Peace Songs" con la canción "What the World Needs Now Is Love" (Jackie DeShannon) con artistas como "Chantal Kreviazuk", Avril Lavigne & Celine Dion.
El estilo musical de Michelle es una mezcla de pop con rock y sonidos orgánicos algunos lo catalogan como adult alternative
En 2005 Michelle y Teddy se convierten en los padres de una niña llamada Owen Isabelle. Pero su carrera no queda ahí, ese año graba la canción "Life On Mars" (de David Bowie), para el disco "Gap Favorite Songs: Fall 2005" y a finales de 2005 se corre el rumor de una posible unión musical con su amiga Jessica Harp.
Para 2006 la unión ya era un hecho Michelle y Jessica Harp forman un dúo de country llamado The Wreckers, el disco fue lanzado en ese año, bajo el nombre Stand Still, Look Pretty, el primer sencillo Leave The Pieces se colocó en el primer lugar de las listas de música country en los Estados Unidos y Reino Unido, siguiéndole como segundo sencillo el tema "My, Oh My". Por segunda vez ese año Michelle es invitada por Santana a formar parte de su siguiente trabajo discográfico "All That I Am" con la canción "I'm Feeling You" pero Branch recalcó que ahora no solo era Michelle Branch sino The Wreckers, así que "Harp" participó en la canción y video de la misma, en los coros.
El 4 de diciembre de 2007, sale a la venta "Way Back Home: Live at New York City" su segundo álbum como The Wreckers y su primer álbum en vivo.

## Vida personal
Branch se casó con el bajista Teddy Landau (nacido en 1964) en México el 23 de mayo de 2004, y dio a luz a una hija, Owen, el 3 de agosto de 2005. Se separaron en 2014, y su divorcio fue finalizado en noviembre de 2015.
En 2015, Branch conoció a Patrick Carney de los the Black Keys en una fiesta de los Grammy, y comenzaron a salir. En 2017, Branch y su hija se mudaron a Nashville. Su hijo, Rhys James, nació en agosto de 2018. La pareja reside en Nashville con sus dos loberas irlandesas llamadas Charlotte y Darla. Branch y Carney se casaron el 20 de abril de 2019. En diciembre de 2020 anunció que había sufrido un aborto espontáneo. En agosto de 2021, Branch anunció que estaba embarazada. El 2 de febrero de 2022 nació su hija Willie Jacquet Carney. En agosto de 2022 se hizo pública su separación.

## Broken Bracelet
Broken Bracelet es el álbum independiente de la cantautora estadounidense Michelle Branch, publicado por el sello discográfico independiente Twin Dragon Records en 2000.
El disco se grabó durante dos semanas en abril de 2000 y fue puesto a la venta el 1 de junio, antes de su contrato con Maverick Records en diciembre de ese mismo año. La historia detrás de Broken Bracelet es extraña y esotérica. Cuando Michelle tenía 16, asistió a un concierto de Lisa Loeb. Antes de que el concierto empezara su colaborador Steve Poltz le regaló un brazalete que le había dado su novia y le dijo: “Cuando esta pulsera se rompa te harás famosa.” Un año más tarde se quebró y Michelle puso a la venta su primer álbum Broken Bracelet con el que vendió 1.9 millones de copias en EE. UU.
Cuatro de las once pistas del álbum ( "If Only She Knew", "Sweet Misery", "I'd Rather Be in Love" y "Goodbye To You") más tarde fueron regrabados para su inclusión en el Álbum The Spirit Room (2001).

## The Spirit Room
The Spirit Room fue el primer álbum internacional de la cantautora Michelle Branch, fue puesto en venta el 14 de agosto de 2001 de mano de la discográfica Maverick Records. Vendió 500.000 copias hasta el año siguiente, siendo así certificado como Disco de Oro por la RIIA. En total se han vendido aproximadamente 4.913.692 de copias: 3 millones a nivel mundial y casi 2 en EE. UU.
De este álbum se liberaron 3 singles, todos con su correspondiente videoclip. El primero fue Everywhere el cual fue bastante exitoso, colocándose en los Top 20 y Top 40 de las listas más populares del mundo. Esta canción apareció en la película American Pie. Meses más tarde llegaría All you wanted que tuvo un éxito bastante similar al de su antecesor y superándolo en el Billboard Hot 100 de EE. UU. Esta canción fue utilizada para el primer tráiler de la serie de FOX Tru Calling.
Al año siguiente llegó su tercer y último sencillo Goodbye to you, mucho más sentimental que los dos anteriores. Pese a no tener tanto éxito como sus antecesores, obtuvo una popularidad bastante regular en EE. UU. Michelle Branch apareció cantando esta canción en las series Buffy Cazavampiros, Hechiceras y Laguna Beach.

## Hotel Paper
Segundo álbum internacional de Michelle Branch, que fue puesto en libertad el 30 de abril de 2003. Algunos de los temas principales del álbum salieron de los momentos vividos tras la gira de Michelle, del constante movimiento, la independencia, los misterios de las estaciones de autobuses y la espiritualidad.
La portada del álbum, muestra la cara de una mujer joven (Branch), refleja en su mirada el adiós a la persona o lugar que está dejando atrás, mientras la contraportada presenta su espalda hacia el espectador como simbolizando libertad.
Hotel Papel debutó en el número dos en los Billboard 200 de EE. UU., vendiendo 157 000 copias en su primera semana y las ventas superaron la posición de su anterior álbum, The Spirit Room (2001). En septiembre de 2003, Hotel Papel fue certificado oro por la RIAA. El álbum vendió 1116000 copias en los EE. UU. hasta marzo de 2009. Hotel Paper también fue certificado de oro en Canadá para las ventas de 50.000 copias.
"Are You Happy Now?", El primer sencillo del álbum, llegó a su punto máximo en el número dieciséis en los Billboard Hot 100 de EE. UU. Fue nominado para un premio Grammy en la categoría de Best Female Rock Vocal Performance en diciembre de 2003, pero perdió contra Pink con la canción "Trouble". El segundo sencillo "Breathe", que alcanzó el número treinta y seis en la lista Hot 100. Un tercer sencillo, "'Til I Get Over You", fue puesto en libertad sin vídeo, aunque su CD promocional con tan solo una canción era muy buscado por sus fanáticos y comprado a altos precios en Ebay. La edición japonesa de este álbum incluye un tema inédito llamado "Wanting Out", que también se puede encontrar como B-Side del sencillo "Are You Happy Now?", en las ediciones de algunos países.

## Breathe - The Remixes
"Breathe" es una canción de Michelle Branch, lanzada como el segundo sencillo de su álbum Hotel Paper en 2003. Llegó a la número uno lugar en Indonesia y Filipinas. Alcanzó su punto máximo en el número treinta y seis en los Billboard Hot 100 de EE. UU., una posición inferior a su anterior sencillo, "Are You Happy Now?". "Breathe" aparecido en otros de Billboard y fue cubierto por la Kidz Bop álbum series.
Breathe se convirtió también en su primer sencillo de remixes, el cual incluía ocho versiones diferentes de la canción contando con la versión Álbum.
La canción se puede escuchar en el tráiler de la película P.S. I Love You de 2007. También se presentó en un episodio de MTV's The Girls of Hedsor Hall.

## Como "The Wreckers"
En julio de 2005, Branch anunció la realización de un álbum con la cantante y compositora Jessica Harp. Sus amigos y colaboradores durante mucho tiempo la denominaron "The Homewreckers" como una broma por el esposo de Michelle, y se acortó a The Wreckers.
El álbum de The Wreckers combina pop-rock de Michelle Branch con la sensibilidad de Jessica Harp. Estaba previsto que el lanzamiento del disco fuese en junio de 2005, pero se retrasó debido a razones de promoción por el embarazo de Michelle.
Una de las canciones que Michelle Branch coescribió con Jessica Harp para el álbum fue presentado en la banda sonora original del drama adolescente de la WB One Tree Hill. Harp y Branch hicieron una breve aparición como ellas mismas en la serie.
The Wreckers "Leave The Pieces", primer sencillo del álbum, fue lanzado en febrero de 2006, el álbum “Stand Still, Look Pretty” salió a la venta en mayo.
En diciembre de 2006, The Wreckers fueron nominadas para un premio Grammy por Best Country Performance by a Duo or Group with Vocal por la canción "Leave The Pieces".
A principios de agosto de 2007, Branch y Harp anunciaron que la banda quedaría en suspenso por el lanzamiento de los discos como solistas de ambas.
A partir de julio de 2008, Harp está grabando su primer álbum en solitario y Michelle Branch el cuarto de su carrera.

## This Way
Es una canción lanzada el 9 de febrero digitalmente por la cantautora Michelle Branch y se consideraba el primer sencillo no oficial de su álbum “EveryThing Comes And Goes”, puesto para descarga gratuita para los miembros de su web.
El video fue lanzado 8 de marzo, dirigido por Raphael Mazzucco, e incluido en “Michelle Branch Video Anthology”, el video muestra a Branch caminando por una carretera todo realizado en escala de grises, aunque se hablaba de que This way era parte del álbum antes mencionado, en su lanzamiento como EP la canción no fue incluida en el mismo, quedando tan solo como un sencillo digital.

## Everything Comes and Goes
El 31 de octubre de 2007, Branch anunció que se trabaja en un nuevo álbum en solitario, para el 10 de abril de 2008 realizaba su primer concierto en solitario en casi 4 años, anunciando que el título de su tercer álbum de estudio sería " Everything Comes and Goes".
Durante el mes de junio de 2008, ha desempeñado varios shows en vivo en la preparación de la liberación del Álbum con su hermana Nicole cantando coros.
En la Billboard anunció que su nuevo álbum permanecerá en la ruta, que hizo con The Wreckers. Algunos títulos de las canciones ya se dieron a conocer discutió "Long Goodbye", "Texas In The Mirror", y la balada "Crazy Ride", que es una canción de cuna a su hija, Owen. También se refiere al álbum como un "Álbum de Ruptura" porque terminó su asociación con banda Wreckers, Jessica Harp.
Sooner Or Later sale el 2 de octubre sale como primer sencillo de “Everything Comes And Goes”, previsto a ser lanzado el 10 de noviembre pero para el 11 de octubre Branch anuncia en su página web que el lanzamiento de su nuevo disco demoraría un poco más, por problemas con la compañía.
El 26 de julio de 2010 sale a la venta en formato físico y digital "Everything Comes and Goes EP" para comprar por medio de su página oficial y en Itunes el 31 de agosto, asegurando que todo tiene su tiempo y que el momento de estas canciones ya había pasado y que por ese motivo saldría como un adelanto y agradecía a sus fanes por su continuo apoyo y paciencia, actualmente ya se puede adquirir por medio de www.michellebranch.com.

## Getaway
En 2010 Michelle anuncio en su página que estaba trabajando con Timbaland en una nueva canción, los responsables de esta colaboración es la firma de coches MINI que para la promoción de su Countryman.
El 8 de junio es lanzada el nuevo video de Michelle Branch y Timbaland, el cual muestra a Branch en el estudio de grabación con Timbaland mientras a su alrededor comienzan a aparecer distintas formar de colores y mariposas, Branch sale huyendo del estudio, se sube a un auto y recorre la ciudad escapando de todo.
El video puede encontrarse en HD en la página de Youtube.com y la canción sirve de campaña de la BMW de su Mini Cooper, dando conciertos en Londres para su promoción.
El 16 de julio de 2010 “Getaway” es lanzado a través de Itunes para su compra digital.

## West Coast Time
En diciembre de 2010, Branch anunció que iba a regresar a sus raíces pop/rock en su nuevo álbum. También se supo que Branch había firmado con Warner Bros. Records, y distribuido por el sello de Warner, Reprise Records.
En enero de 2011, Branch confirmó en una entrevista con Katie Krause de Hollywire.com que el álbum sería lanzado este año. El 22 de marzo de 2011 en un video Branch confirmó que la mitad del álbum está terminado. El 14 de abril de 2011, se anunció que la grabación del álbum había concluido y solo faltaba la mezcla y masterización.
El 26 de mayo de 2011, se organizó un chat con los fanes donde se dio a conocer en exclusiva el primer sencillo titulado "Loud Music", que fue lanzado en la tienda de iTunes el 14 de junio. La canción fue coescrita y producida por escritores británicos Irvin y Emery, que ha colaborado con Michelle en varias de las canciones del álbum. Branch también mencionó las canciones “Mastermind" y "The Story Of Us fueron incluidas en el nuevo disco y que la canción "Through The Radio" sería una pista oculta en el CD. En una transmisión anterior se dio a conocer "Spark" como otra de las canciones incluidas en el nuevo álbum.
El 1 de junio de 2011 Michelle anunció que el álbum se llama “West Coast Time” y estará disponible en septiembre, poco tiempo después se dio a conocer que el álbum sería lanzado en 2012.
El 11 de agosto es la premier del video "Loud Music" y el 13 en el Top 20 Countdown a través de VH1, desde ahí en la página oficial se han venido publicando videos promocionales sobre la grabación del álbum y sobre las canciones del mismo.
El 12 de diciembre de 2011, Michelle lanzó una canción titulada "If Your Happen to Call" para su descarga gratuita en la web oficial.
El 1 de junio de 2012 a través de la compañía Ebay se puso a disposición de los fanes en subasta la venta de un CD titulado "Michelle Branch Limited Edition CD" el cual incluía 5 de las canciones que formarían parte del álbum "West Coast Time" entre las canciones estaban: Loud Music, Mastermind, Spark, For Dear Life e If you happend to call.

## Hopeless Romantic
Es el tercer álbum de estudio de la cantautora estadounidense Michelle Branch de la mano de los productores Patrick Carney y Gus Seyffert, el álbum fue lanzado el 7 de abril de 2017 en todo el mundo. Hopeless Romantic también será el primer álbum de larga duración de Branch desde el 2003 y sirve como el seguimiento de sus últimos lanzamientos como solista, "Hotel Paper" (2003) y el EP "Everything Comes and Goes" (2010).
Durante gran parte de 2013, Branch ha estado escribiendo canciones. El 5 de noviembre de 2013 ella anunció que había empezado a grabar un nuevo álbum en Londres con Martin Terefe. El 2 de febrero de 2014 se confirmó en Twitter que el resto del álbum se grabó en Nashville para un sonido pop/rock.
Para el 2015 Michelle Branch anunció su cambio de compañía discográfica de Reprise Records a Verve Label Group a través de su página de Twitter oficial con el siguiente comunicado "Well...it's official! I'm signed with Verve Records!!.
Branch nunca dejó de escribir canciones (incluidas varias con su amiga Amy Kuney, muchas de las cuales aparecen en Hopeless Romantic) En febrero de 2015, Branch se encontró con Patrick Carney en una fiesta de Grammy y tuvo lugar una larga conversación sobre su música. "Él dijo: 'No has puesto música en mucho tiempo, ¿qué está pasando? Siempre me ha gustado tu voz", Branch le envió algunos demos y los dos comenzaron a esbozar una visión sónica de cómo podría sonar un álbum potencial. Dijo: "Toco la guitarra, escribo mi propia música. No es tan complicado. Quiero entrar con una banda y hacer algo que pueda subir al escenario y tocar. No quiero hacer todo esto en una computadora". Lo cual entendió Patrick de inmediato. convirtiéndose en una causa para él, como, "Vamos a resolver esto y te ayudaré".
"Le conté a Patrick cuánto amo a Beach House y Jenny Lewis y él me dijo: 'Nadie sabría nunca que escuchas rock indie o que tienes este conocimiento de la música rock, pero lo haces y te apasiona. . ¿Por qué no estás haciendo un disco que suena así?'"
El resultado es un álbum de rock confiado y animado que Branch dice que es el primero que ha hecho y que suena como música que realmente escucha.

## Otros proyectos
- 15 de septiembre: iTunes saca las versiones de The Spirit Room y Hotel Paper en versión de lujo las cuales incluyen canciones como “Life On Mars, A Case Of You, Lay Me Down (Versión solitario), Wanting Out y algunos acústicos).

- Branch escribió una canción titulada "Together", que aparece en la banda sonora de The Sisterhood of the Traveling Pants 2.

- El 1 de septiembre sale a la venta Michelle Branch Video Anthology, una recopilación de los videos de sus dos primeros álbumes, los 2 videos como The Wreckers y el video de This Way, más el audio de su nuevo sencillo Sooner Or Later

- Michelle es invitada por Chris Isaak para colaborar con la canción “I Lose My Heart de su nuevo álbum "Mr. Lucky", publicado en marzo de 2009.

- Branch también es invitada a participar en el Álbum “Warner Bros. Records' 50th Anniversary celebration and the album Covered: A Revolution In Sound” con la canción “A Case Of You” original de Joni Mitchell.

- 20 de enero de 2011: Michelle a través de su página oficial regala a sus fanes la canción "Texas In The Mirror" para descarga gratuita, dicha canción había sido escrita en el tiempo de su álbum Hotel Paper pero al no ajustarse al resto de canciones del CD nunca fue incluida.

- 14 de febrero de 2011: Michelle pone para descarga gratuita en su página la canción "Take A Chance On Me" como regalo de Día de los Enamorados para todos sus fanes.

- 3 de mayo: Michelle participa como actriz en un episodio de "FUNNY OR DIE" llamado Rockin' Out

- 11 de junio de 2012: Michelle anunció que acababa de cantar un tema Don Henley "Take A Picture of This"

- 29 de agosto de 2012: Michelle a través de su página web y su face, da a los fan para escuchar la canción Play with Fire (Cover de los Rolling Stones).

- 29 de enero de 2013: Michelle a través del Twitter anuncia que ha colaborado en la canción "Good Love" de la cantante japonesa Rihwa Park que estará disponible el 20 de febrero.

- 29 de mayo Michelle anuncia en su Twitter que dos de sus canciones “Texas in the Mirror” y “What Don't Kill Ya” han sido utilizadas para la banda sonora de Tiger Eyes

## Discografía

### Álbumes
- Broken Bracelet (2000)
- The Spirit Room (2001)
- Hotel Paper (2003)
- Stand Still, Look Pretty con Jessica Harp (con el nombre de The Wreckers) (2006)
- Way Back Home: Live From New York City con Jessica Harp (con el nombre de The Wreckers) (2007)
- West Coast Time (2011)
- Hopeless Romantic (2017)
- The Trouble with Fever (2022)

### EP
- Everything Comes and Goes (2010)
- The Loud Music Hits (2011)

### Sencillos
- 2001: "Everywhere"
- 2002: "All You Wanted"
- 2002: "Goodbye to You"
- 2002: "The Game of Love" (Santana featuring Michelle Branch)
- 2003: "Are You Happy Now?"
- 2003: "Breathe"
- 2004: "'Til I Get Over You"
- 2005: "I'm Feeling You" (Santana featuring Michelle Branch and The Wreckers)
- 2005: "The Good Kind"
- 2006: "Leave The Pieces"
- 2006: "My, Oh My"
- 2007: "Tennessee"
- 2007: "Leave The Pieces" (Live)
- 2009: "This Way"
- 2009: "Sooner Or Later"
- 2010: "Getaway" [Feat. Timbaland]
- 2011: "Loud Music"
- 2017: "Hopeless Romantic"
- 2017: "Best You Ever"
- 2017: "Fault Line"

### DVD
- The Wreckers Way Back Home: Live From New York City (2009)
- Michelle Branch Video Anthology (2009)

### Videos
- Everywhere (versión 1)
- Everywhere
- All You Wanted
- Goodbye To You
- The Game Of Love (Santana featuring Michelle Branch)
- Are You Happy Now
- Breathe
- Makin' My Way (con Omarion, Mónica, Jc Chasez, Bubba Sparxx & Sleepy Brown) (De la serie de MTV: Faking The Video)
- I'm Feeling You (Santana featuring Michelle Branch and The Wreckers)
- Leave The Pieces (Como The Wreckers)
- My, Oh My (Como The Wreckers)
- Tennessee (Como The Wreckers)
- Leave The Pieces (Live)
- This Way
- Sooner Or Later
- Getaway (Con Timbaland)
- Loud Music
- Loud Music (Bones Version)
- Another Sun (Terra Nova promocional)
- Hopeless Romantic
- Best You Ever
- I'm A Man

### Colaboraciones, covers y B-sides
- 2002 Waiting -Coros- (con Chantal Krevizuk) [Álbum What If It All Means Something]
- 2002 Without You (con Justincase) [Álbum Justincase]
- 2003 Wanting Out [Are You Happy Now? Sencillo]
- 2003 Baby Girl (con Will Hoge) [Álbum Black Bird On A Lonely Wire]
- 2003 What The World Needs Now Is Love [Álbum Peace Songs War Child - Hope]
- 2003 Strange [Álbum Remembering Patsy Cline]
- 2004 Deeper -Coros- (con los Hanson) [Álbum Underneath]
- 2004 Makin' My Way [Álbum Faking The Video Soundtrack]
- 2005 Life On Mars [Álbum Favorite Songs - Gap]
- 2007 Strawberry Wine (como The Wreckers) [Álbum Songs of the Year]
- 2008 Together [Álbum The Sisterhood Of The Traveling Pants 2 Soundtrack]
- 2009 I Lose My Heart (con Chris Isaak) [Álbum Mr. Lucky]
- 2009 A Case Of You (Warner Bros. Records' 50th Anniversary)
- 2011 Texas In The Mirror [Para descarga directa]
- 2011 Take A Chance On Me [Para descarga directa]
- 2011 Long Goodbye (Con Dwight Yoakam)[Para descarga directa]
- 2011 Crazy Ride (Version Acústica) [Para el álbum benéfico Sxsw4japan]
- 2012 Play with Fire (The Rolling Stones Cover) [Facebook]
- 2013 Good Love (Rihwa Park con Michelle Branch)
- 2013 What Don't Kill Ya (Tiger Eyes Soundtrack)
- 2014 Creep (Cover de Radiohead en el programa de CBS: "Stalker")
- 2017 This Way (Single Version) (álbum "Country Girls" en Itunes)

## Filmografía
- 2001 Michelle apareció en el episodio Tabula Rasa De Buffy the Vampire Slayer, como cantante invitada.
- 2002 The Hot Chick (como DJ at dance club)
- 2002 Michelle apareció en Lesley Gore en la show de televisión de la NBC American Dreams.
- 2003 En el episodio "Centennial Charmed" del programa Charmed, ella apareció como cantante invitada en el Club de Piper, el "P3"
- 2003 En el episodio "Con la familia no se juega" del programa  missing, como yovanna.
- 2004 "Faking the Video"
- 2005 también apareció en One Tree Hill con su amiga Jessica Harp
- 2010 Michelle aparece en Hell's Kitchen
- 2011 Aparece por segunda vez en One Tree Hill como solista Cantando Crazy Ride
- 2011 Funny or Die como ella misma.
- 2012 Nikita Episodio Consequences.

## Premios
| Año  | Organización              | Premio                                                                              | Resultado |
| ---- | ------------------------- | ----------------------------------------------------------------------------------- | --------- |
| 2002 | MTV Video Music Awards    | Mejor Video Femenino ("All You Wanted")                                             | Nominada  |
| 2002 | MTV Video Music Awards    | Mejor Video Pop ("All You Wanted")                                                  | Nominada  |
| 2002 | MTV Video Music Awards    | de Preferencias de los Espectadores ("Everywhere")                                  | Ganadora  |
| 2003 | Grammy Awards             | Mejor Colaboración Pop —("The Game of Love" con Santana)                            | Ganadora  |
| 2003 | Grammy Awards             | Mejor Artista Nuevo                                                                 | Nominada  |
| 2004 | Grammy Awards             | Mejor Interpretación Rock Femenina — ("Are You Happy Now?")                         | Nominada  |
| 2006 | Country Music Association | Dúo del Año (as The Wreckers)                                                       | Nominada  |
| 2007 | Grammy Awards             | Mejor Presentación Country por Dúo o Grupo — ("Leave the Pieces" como The Wreckers) | Nominada  |
| 2007 | Music Row Awards          | Major Label Breakout Artist of the Year (como The Wreckers)                         | Ganadora  |
| 2007 | R&R Readers' Poll         | Mejor Nuevo Intérprete (como The Wreckers)                                          | Ganadora  |